# Angelo Barbarigo
Angelo Barbarigo (Venecia, c. 1350 - Ginebra, 16 de agosto de 1418) fue un eclesiástico italiano. 
Nacido en la República de Venecia a mediados del siglo XIV, era hijo de Bartolomeo Barbarigo y Caterina Correr, pertenecientes a sendas familias de rancio abolengo del patriciado y el clero venecianos: entre la rama paterna se contaban varios senadores de la república, mientras por parte de madre era sobrino de Angelo Correr y primo de Eugenio Condulmer y Antonio Correr, papas los dos primeros y cardenal este último. 
Licenciado en derecho canónico, cerca del año 1383 fue nombrado obispo de Kisamos, en Creta; eran los tiempos del Cisma de Occidente en los que la cristiandad estaba dividida entre el pontificado de Urbano VI en Roma y el de Clemente VII en Aviñón, y Barbarigo, seguidor de la corte romana, hubo de compartir su episcopado con el franciscano Pietro da Lerino propuesto por el papado francés, aunque ambos estuvieron ausentes de la diócesis. 
Promovido a la sede de Verona en 1406, su carrera eclesiástica gozó de un fuerte impulso cuando ese mismo año su tío Angelo ascendió al trono de la Santa Sede como Gregorio XII: nombrado colector general en el norte de Italia, Barbarigo fue creado cardenal en el consistorio celebrado en septiembre de 1408, recibiendo el título de S. Marcellino y S. Pietro. Tras el concilio de Pisa de 1409 en que fue elegido Alejandro V fue privado de la diócesis de Verona, manteniéndose fiel a Gregorio XII durante el turbulento periodo el que los tres papas se disputaron el trono de San Pedro. 
Tras la renuncia de éste en 1415, intervino activamente en el Concilio de Constanza que puso fin al cisma con la elección de Martín V en 1417. Falleció al año siguiente en Ginebra.